# Desfontaines-Lavallée
Desfontaines-Lavallée, pseudonimo di François-Georges Fouques Deshayes (Caen, 1733 – Parigi, 25 novembre 1825), è stato uno scrittore e drammaturgo francese.

## Biografia
Prima della rivoluzione francese, era censore reale, segretario e bibliotecario di Luigi XVIII. Collaborò alla pubblicazione della Nouvelle Bibliothèque des romans e scrisse alcuni romanzi e molte opere teatrali. Fu uno dei fondatori della Société du Caveau e delle cene Vaudeville (1796–1801).

## Opere
Teatro
- La Bergère des Alpes, commedia in un atto in versi liberi, Paris, Hôtel de Bourgogne, 15 dicembre 1765
- L'Aveugle de Palmyre, commedia pastorale in due atti in versi intervallati da ariette, Paris, Hôtel de Bourgogne, 5 marzo 1767  Testo online, su books.google.fr.
- La Cinquantaine, pastorale in tre atti, musica di Laborde, Paris, Théâtre du Palais-Royal, 13 août 1771  Testo online (PDF), su gallica.bnf.fr.
- Isménor, dramma eroico in tre atti, musica di Rodolphe, Reggia di Versailles, 17 novembre 1773
- Le Mai, commedia in tre atti, intervallata da versi e prosa, d'ariette e da vaudevilles e terminata con un balletto, Paris, Hôtel de Bourgogne, 8 maggio 1776
- La Chasse, commedia in tre atti in prosa, intervallata da ariette, Paris, Hôtel de Bourgogne, 12 ottobre 1778
- L'Amant statue, opéra-comique in vaudeville in un atto, Paris, Hôtel de Bourgogne, 20 febbraio 1781
- Isabelle hussard, parade in un atto e un vaudeville, Paris, Hôtel de Bourgogne, 31 luglio 1781
- L'Amour et la Folie, opéra-comique in tre atti, in vaudeville e in prosa, Paris, Hôtel de Bourgogne, 5 marzo 1782
- Les Trois inconnues, commedia in tre atti in versi intervallati da ariette, Château de Versailles, 7 febbraio 1783
- Le Réveil de Thalie, commedia in tre atti, Paris, Théâtre de la comédie italienne, 6 maggio 1783
- Les Amours de Chérubin, commedia in tre atti in prosa, intervallata da musica e vaudeville, Paris, Hôtel de Bourgogne, 4 novembre 1784
- L'Amant statue, commedia in un atto in prosa intervallata da ariette, messa in musica da Nicolas Dalayrac, Paris, sala Favart, 4 agosto 1785
- La Dot, commedia in tre atti in prosa intervallata da ariette, musica di Nicolas Dalayrac, Paris, sala Favart, 8 novembre 1785 alla corte a Fontainebleau e poi il 21 novembre 1785
- L'Incendie du Havre, fato storico in un atto, prosa e vaudeville, Paris, Hôtel de Bourgogne, 21 febbraio 1786
- La Dot, commedia in otto atti in prosa, Paris, Brunet, 1786, 64 p.
- Fanchette ou l'Heureuse Épreuve, commedia in tre atti in prosa intervallata da ariette, musica di Nicolas Dalayrac, Paris, sala Favart, 13 ottobre 1788
- Le District de village, ambiguo in un atto, Paris, Hôtel de Bourgogne, 15 marzo 1790  Testo online (PDF), su gallica.bnf.fr.
- Vert-Vert, divertissement in un atto, musica di Nicolas Dalayrac, Paris, sala Favart, 11 ottobre 1790
- Les Mille et un théâtres, opéra-comique in un atto e un vaudeville, Paris, Théâtre du Vaudeville, 14 febbraio 1792
- Arlequin afficheur, commedia in un atto, in prosa intervallata da vaudeville, con Pierre-Yves Barré e Jean-Baptiste Radet, Paris, Théâtre du Vaudeville, 9 aprile 1792
- Le Projet manqué, ou Arlequin taquin, parodia da Lucrèce, in un atto, in prosa intervallata da vaudeville, con Pierre-Yves Barré e Jean-Baptiste Radet, Paris, Théâtre du Vaudeville, 18 maggio 1792
- Arlequin Cruello, parodia di Othello di Jean-François Ducis, in due atti, in prosa intervallata da vaudeville, con Pierre-Yves Barré e Jean-Baptiste Radet, Paris, Théâtre du Vaudeville, 13 dicembre 1792
- La Chaste Suzanne, pièce in due atti, con Pierre-Yves Barré e Jean-Baptiste Radet, Paris, Palais de l'Égalité, 5 gennaio 1793
- Colombine mannequin, commedia in un atto, in prosa intervallata da vaudeville, con Pierre-Yves Barré e Jean-Baptiste Radet, Paris, Théâtre du Vaudeville, 15 febbraio 1793
- Le Divorce, commedia in un atto e un vaudeville, Paris, Théâtre du Vaudeville le 18 maggio 1793  Testo online (PDF), su gallica.bnf.fr.
- Au retour, fatto storico e patriottico in 1 atto e vaudevilles, con Jean-Baptiste Radet, Paris, Théâtre du Vaudeville, 4 novembre 1793
- La Fête de l'égalité, commedia in un atto, con Jean-Baptiste Radet, Paris, Théâtre du Vaudeville, 25 febbraio 1794  Testo online (PDF), su gallica.bnf.fr.
- Les Vieux époux, commedia in un atto, in prosa intervallata da vaudeville, Paris, Théâtre du Vaudeville, 24 marzo 1794
- Encore un curé, fatto storico e patriottico in un atto e un vaudeville, con Jean-Baptiste Radet, Paris, Théâtre du Vaudeville, 20 novembre 1796  Testo online (PDF), su gallica.bnf.fr.
- Les Chouans de Vitré, fatto storico in un atto, in prosa, Paris, Théâtre du Vaudeville, 12 giugno 1794
- La Fille soldat, fatto storico in un atto e vaudeville, Paris, Théâtre du Vaudeville, 13 dicembre 1794
- Abuzar, ou La Famille extravagante, parodia di Abufar, ou la Famille arabe, in un atto e un vaudeville, con Pierre-Yves Barré e Jean-Baptiste Radet, Paris, Théâtre du Vaudeville, 15 maggio, 1795  Testo online (PDF), su gallica.bnf.fr.
- Le Mariage de Scarron, commedia in un atto in prosa intervallata da vaudeville, con Pierre-Yves Barré e Jean-Baptiste Radet, Paris, Théâtre du Vaudeville, 8 maggio 1797
- Le Pari, divertissement in un atto, in prosa e vaudeville, in occasione della pace, con Pierre-Yves Barré, Jean-Baptiste Radet, Jacques-Marie Deschamps e Jean-Baptiste-Denis Despré, Paris, Théâtre du Vaudeville, 28 octobre 1797  Testo online (PDF), su gallica.bnf.fr.
- Jean-Jacques Rousseau dans son ermitage, ou la Vallée de Montmorency, vaudeville in tre atti, con Pierre-Yves Barré, Jean-Baptiste Radet et Pierre-Antoine-Augustin de Piis, Paris, Théâtre du Vaudeville, 1º giugno 1798
- Hommage du petit Vaudeville au grand Racine, vaudeville in un atto, con Pierre-Yves Barré, Jean-Baptiste Radet, André-François de Coupigny e Pierre-Antoine-Augustin de Piis, Paris, Théâtre du Vaudeville, 21 maggio 1798
- Voltaire, ou Une journée de Ferney, commedia in due atti intervallata da vaudeville, con Pierre-Yves Barré, Jean-Baptiste Radet, André-François de Coupigny e Pierre-Antoine-Augustin de Piis, Paris, Théâtre du Vaudeville, 19 febbraio 1799
- Monet directeur de l'Opéra-comique, commedia in un atto e un vaudeville, con Pierre-Yves Barré e Jean-Baptiste Radet, Paris, Théâtre du Vaudeville, 22 luglio 1799
- La Girouette de Saint-Cloud, improvviso in un atto, in prosa, intervallato da vaudeville, con Pierre-Yves Barré, Jean-Baptiste Radet, Emmanuel Dupaty e Bourgueil, Paris, Théâtre du Vaudeville, 14 novembre 1799
- Cendrillon, ou l'École des mères, commedia in due atti, Paris, Théâtre du Vaudeville, 1799
- M. Guillaume, ou le Voyageur inconnu, commedia in un atto in prosa intervallata da vaudeville, con Pierre-Yves Barré, Jean-Baptiste Radet et Bourgueil, Paris, Théâtre du Vaudeville, 1º febbraio 1800
- Gessner, commedia in due atti in prosa, intervallata da vaudeville, con Pierre-Yves Barré, Jean-Baptiste Radet et Bourgueil, Paris, Théâtre du Vaudeville, 31 maggio 1800
- La Récréation du monde, suite de la Création, melodramma, musica di Franz Joseph Haydn, intervallata da vaudeville, con Pierre-Yves Barré e Jean-Baptiste Radet, Paris, Théâtre du Vaudeville, 29 dicembre 1800
- Enfin nous y voilà, divertissement in un atto, Paris, con Pierre-Yves Barré e Jean-Baptiste Radet, Théâtre du Vaudeville, 18 febbraio 1801
- La Tragédie au Vaudeville, in un atto in prosa, intervallata da distici, seguita da Après la confession, la pénitence, piccolo epilogo in occasione di un grande prologo, con Pierre-Yves Barré e Jean-Baptiste Radet, Théâtre du Vaudeville, 18 marzo 1802
- Cassandre-Agamemnon et Colombine-Cassandre, parodia di Agamemnone, in un atto in prosa, intervallato da vaudeville, con Pierre-Yves Barré, Jean-Baptiste Radet e Armand Gouffé, Paris, Théâtre du Vaudeville, 2 dicembre 1803
- Chapelain, ou la Ligue des auteurs contre Boileau, commedia-vaudeville in un atto in prosa, con Pierre-Yves Barré e Jean-Baptiste Radet, Paris, Théâtre du Vaudeville, 23 dicembre 1803
- La Tapisserie de la reine Mathilde, commedia in un atto in prosa, intervallata da vaudeville, con Pierre-Yves Barré e Jean-Baptiste Radet, Paris, Théâtre du Vaudeville, 14 gennaio 1804
- Duguay-Trouin, prisonnier à Plymouth, fatto storico in due atti, con Pierre-Yves Barré, Jean-Baptiste Radet e Saint-Félix, Paris, Théâtre du Vaudeville, 14 aprile 1804
- Bertrand Duguesclin et sa sœur, commedia in due atti in prosa, intervallata da vaudeville, con Pierre-Yves Barré e Jean-Baptiste Radet, Paris, Théâtre du Vaudeville, 27 novembre 1804
- Sophie Arnould, commedia in tre atti in prosa, intervallata da vaudeville, con Pierre-Yves Barré e Jean-Baptiste Radet, Paris, Théâtre du Vaudeville, gennaio 1805
- Le Vaudeville au camp de Boulogne, prologo improvviso, con Pierre-Yves Barré e Jean-Baptiste Radet, Boulogne-sur-Mer, 17 agosto 1805
- Les Écriteaux, ou René Le Sage à la foire Saint-Germain, pièce aneddotica in due atti in prosa, intervallata da vaudeville, con Pierre-Yves Barré e Jean-Baptiste Radet, Paris, Théâtre du Vaudeville, dicembre 1805
- Les Deux n'en font qu'un, commedia in un atto in prosa, intervallata da vaudeville, seguita da un divertissement in occasione della pace, con Pierre-Yves Barré e Jean-Baptiste Radet, Paris, Théâtre du Vaudeville, 31 gennaio 1806
- Omazette, ou Jozet en Champagne, parodia d'Omasis, ou Joseph en Égypte, vaudeville in un atto, con Pierre-Yves Barré, Jean-Baptiste Radet, Paris, Théâtre du Vaudeville, 6 ottobre 1806
- Le Rêve, ou la Colonne de Rosback, divertissement di circostanza, in prosa e vaudeville, con Pierre-Yves Barré e Jean-Baptiste Radet, Paris, Théâtre du Vaudeville, 15 novembre 1806
- Le Château et la Chaumière, ou les Arts et la reconnaissance, commedia in tre atti, Paris, Théâtre du Vaudeville, 22 gennaio 1807
- L'Ile de la Mégalantropogénésie, ou les Savants de naissance, vaudeville in un atto, con Pierre-Yves Barré, Jean-Baptiste Radet e Michel Dieulafoy, Paris, Théâtre du Vaudeville, 26 maggio 1807
- L'Hôtel de la Paix, rue de la Victoire, à Paris, commedia-vaudeville in un atto, con Pierre-Yves Barré, Jean-Baptiste Radet e Michel Dieulafoy, Paris, Théâtre du Vaudeville, 3 luglio 1807
- Le Voyage de Chambord, ou la Veille de la première représentation du Bourgeois gentilhomme, commedia in un atto in prosa, intervallata da vaudeville, con Henri Dupin, Paris, Théâtre du Vaudeville, 11 luglio 1808
- Le Peintre français en Espagne, ou le Dernier soupir de l'Inquisition, commedia-vaudeville in un atto, con Pierre-Yves Barré e Jean-Baptiste Radet, Théâtre du Vaudeville, 11 marzo 1809
- Lantara, ou le Peintre au cabaret, vaudeville in un atto, con Pierre-Yves Barré, Jean-Baptiste Radet e Louis Picard, Paris, Théâtre du Vaudeville, 2 ottobre 1809  Testo online (PDF), su gallica.bnf.fr.
- M. Durelief, ou Petite revue des embellissements de Paris, in prosa e vaudeville, Paris, con Pierre-Yves Barré e Jean-Baptiste Radet, Théâtre du Vaudeville, 9 giugno 1810
- Les Deux Lions, vaudeville in un atto, con Pierre-Yves Barré, Jean-Baptiste Radet e Louis-Benoît Picard, Paris, Théâtre du Vaudeville, 2 ottobre 1810
- La Nouvelle télégraphique, vaudeville in un atto, Paris, con Pierre-Yves Barré e Jean-Baptiste Radet, Théâtre du Vaudeville, 21 marzo 1811
- Les Deux Edmond, commedia in due atti in prosa, con Pierre-Yves Barré e Jean-Baptiste Radet, Paris, Théâtre du Vaudeville, 18 aprile 1811
- Laujon de retour à l'ancien Caveau, vaudeville in un atto, per il convivio del Caveau moderne, con Pierre-Yves Barré e Jean-Baptiste Radet, Paris, Théâtre du Vaudeville, 2 dicembre 1811
- Les Amazones et les Scythes, ou Sauter le fossé, commedia in due atti, con Pierre-Yves Barré e Jean-Baptiste Radet, Paris, Théâtre du Vaudeville, 19 dicembre 1811
- Les Limites, commedia in un atto intervallata da vaudeville, con Pierre-Yves Barré e Jean-Baptiste Radet, Paris, Théâtre du Vaudeville, 19 settembre 1812
- Gaspard l'avisé, commedia aneddotica in un atto, in prosa e vaudeville, con Pierre-Yves Barré e Jean-Baptiste Radet, Paris, Théâtre du Vaudeville, 27 ottobre 1812
- Le Billet trouvé, vaudeville in un atto, con Pierre-Yves Barré e Jean-Baptiste Radet, Paris, Théâtre des Variétés, 3 maggio 1813
- Un Petit voyage du Vaudeville, divertissement in un atto, per il ritorno della pace, con Pierre-Yves Barré e Jean-Baptiste Radet, Paris, Théâtre du Vaudeville, 5 maggio 1814
- Les Trois Saphos lyonnaises, ou Une vour d'amour, commedia-vaudeville in due atti, con Pierre-Yves Barré e Jean-Baptiste Radet, Paris, Théâtre du Vaudeville, 14 gennaio 1815

Varie
- Lettres de Sophie et du chevalier de **, per servire da supplemento alle lettere del marchese de Roselle, 2 vol. 1765
- Histoire universelle des théâtres de toutes les nations, depuis Thespis jusqu'à nos jours, con Jean-Marie-Louis Coupé, Testu e Le Fuel de Méricourt, 13 vol., 1779-1781
- Les Quatre Saisons littéraires, 2 vol., 1785  Testo online: Le Printemps (PDF), su gallica.bnf.fr.  Testo online: L'Été (PDF), su gallica.bnf.fr.